# Runar Håndball
Runar Håndball är ett norskt handbollslag tillhörande idrottsföreningen IL Runar, från Sandefjord. Handbollssektionen bildades den 7 januari 1949. Laget spelar sina hemmamatcher i Runarhallen. Laget var som mest framgångsrikt under 1990-talet, då de blev norska mästare fem gånger (1991, 1993, 1994, 1997 och 2000).

## Spelartrupp
| Nr | Land  | Pos | Namn                         |
| -- | ----- | --- | ---------------------------- |
| 1  | Norge | MV  | Nicolai Horntvedt Kristensen |
| 12 | Norge | MV  | Joachim Søholm Christensen   |
| 16 | Norge | MV  | Oscar Larsen Syvertsen       |
| 25 | Norge | MV  | Oliver Klavenes              |
| 3  | Norge | H6  | Tobias Glemming              |
| 4  | Norge | M9  | Trym Bilov-Olsen             |
| 7  | Norge | V9  | André Pung Tuzov             |
| 8  | Norge | V6  | Preben Gram                  |
| 9  | Norge | H9  | Christoffer Rambo            |

| Nr | Land    | Pos | Namn                          |
| -- | ------- | --- | ----------------------------- |
| 13 | Norge   | H9  | André Christiansen            |
| 14 | Norge   | V6  | Mads Falck Rekstad            |
| 20 | Norge   | H6  | Adam Tenvik Bergli            |
| 22 | Sverige | V9  | Tobias Rivesjö                |
| 23 | Norge   | M6  | Sander Rogne Myklebust        |
| 61 | Norge   | M9  | Kristian Strøm                |
| 77 | Norge   | H9  | Mathias Riis Singdahlsen      |
| 87 | Sverige | M6  | Kenny Ekman                   |
| 91 | Norge   | 9M  | Kristoffer Stenberg Henriksen |

## Profiler i urval
- Spyros Balomenos (2010–2011)
- Christoffer Brännberger (2013–2014)
- Roger "Ragge" Carlsson (tränare, 1990–1995)
- Markus Hagelin (2014–2015)
- Sebastian Lindell (2008–2009, 2011–2016)
- Frank Løke (1998–2003, 2016–)
- Nacor Medina Perez (2015–2016)
- Johan Zanotti (tränare, 2014–2017)